# Alexandre Marie Gassot de Fussy
Pour les articles homonymes, voir Gassot et Fussy.
Alexandre Marie Gassot de Fussy est un homme politique français né le 2 septembre 1779 à Bourges (Cher) et mort le 22 janvier 1844 dans la même ville.

## Biographie
Officier de la garde nationale de Bourges en 1805, il est maire en 1809, puis maire de Sainte-Thorette en 1811 puis de Preuilly-sur-Cher en 1814. Il redevient maire de Bourges en 1818. Conseiller général en 1821, il est député du Cher de 1824 à 1830, siégeant dans la majorité soutenant les ministères.
Il est sous-préfet de Sancerre en 1824 et préfet de la Creuse en 1828 puis préfet de l'Indre. Il quitte ses fonctions en 1830.